# Tmesisternus tesselatus
Tmesisternus tesselatus là một loài bọ cánh cứng trong họ Cerambycidae.